# Rebrov
Rebrov je priimek več oseb:
- Vasilij Ivanovič Rebrov, sovjetski general
- Serhij Stanislavovič Rebrov, ukrajinski nogometaš